# Frluga
Frluga este o localitate din comuna Krško, Slovenia, cu o populație de 5 locuitori.